# ルシタニア号の沈没
『ルシタニア号の沈没』（ルシタニアごうのちんぼつ、The Sinking of the Lusitania）は、ウィンザー・マッケイが1915年から1918年にかけて制作した、ルシタニア号事件の様子を描いたドキュメンタリー・アニメーションの題名。日本では、ロン・チェイニー主演の『情の国歌(A Broadway Scandal)』と同時上映で、大正時代に公開されている。

## 概要
1915年5月7日、イギリス船籍の豪華客船ルシタニア号がドイツのUボートの攻撃を受け沈没、アメリカ人128名を含む1198名が死亡するルシタニア号事件が発生した。
当時ニューヨークで漫画家、アニメーターとして成功を収めていたウィンザー・マッケイは同事件に強く喚起されて、アニメーション作品の制作を決意。1915年から3年を費やし、生存者への取材をもとに約2万5000枚とされる作画で10分弱の大作を作った。

## 解説
ルシタニア号事件は第一次世界大戦にアメリカが参戦することになったきっかけのひとつである。マッケイの制作動機も事件の悲惨さを伝え、合衆国の参戦を鼓舞することにあったが、ペーパーアニメーションゆえの手間から多くの時間を費やし、結果的に完成する頃には大戦そのものが終息を迎えつつあった。
しかしながら本作は史実を描いた本格的なアニメーション作品として世界初であるだけでなく、人物やストーリー性を排除した写実そのものの映像作品として世界有数のものである。
技術的には、背景を含め一枚ずつ描くペーパーアニメの手法が用いられ、一部にセルアニメと切り抜き法が導入されている。これ以後マッケイはセルに移行する。